# Holden Statesman
Holden Statesman і Holden Caprice — серія повнорозмірних автомобілів класу люкс виробництва австралійської фірми Holden, яка є підрозділом концерну General Motors. З 1971 по 1984 роки виготовлялися седани з подовженою колісною базою під назвою Holden Statesman. З 1990 року автомобіль почали продавати під назвою Statesman і Caprice, які є в основному довгобазим варіантом моделі Holden Commodore. На міжнародному рівні Statesman і Caprice продаються як Bitter Vero, Buick Park Avenue, Chevrolet Caprice і Daewoo Veritas. Раніше Statesman продавали під назвою Buick Royaum і Daewoo Statesman.
Основна відмінність між Statesman і Caprice знаходиться їх устаткуванні; Caprice, як правило, оснащується двигунами V8, а не V6. Крім того автомобілі відрізняються зовнішнім виглядом, наприклад решіткою радіатора. Традиційно, Statesman разом з Caprice були прямі конкуренти Ford Fairlane і Ford LTD відповідно. Але в 2008 році припинення Fairlane і LTD перестали виготовляти.
Існують такі покоління Holden Statesman:
- Holden Statesman 1 (1971—1984)
- Holden Statesman 2 (1990—1999)
- Holden Statesman 3 (1999—2006)
- Holden Statesman 4 (2006-наш час)

## Statesman / Caprice (HQ/HJ/HX/HZ/WB, 1971–1984)

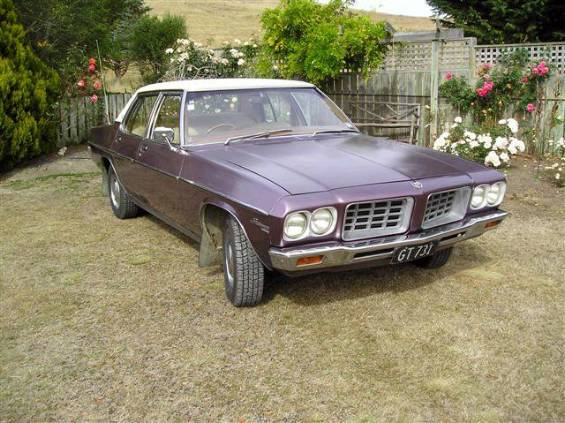
Holden Statesman 1

## Statesman / Caprice (VQ/VR/VS, 1990–1999)

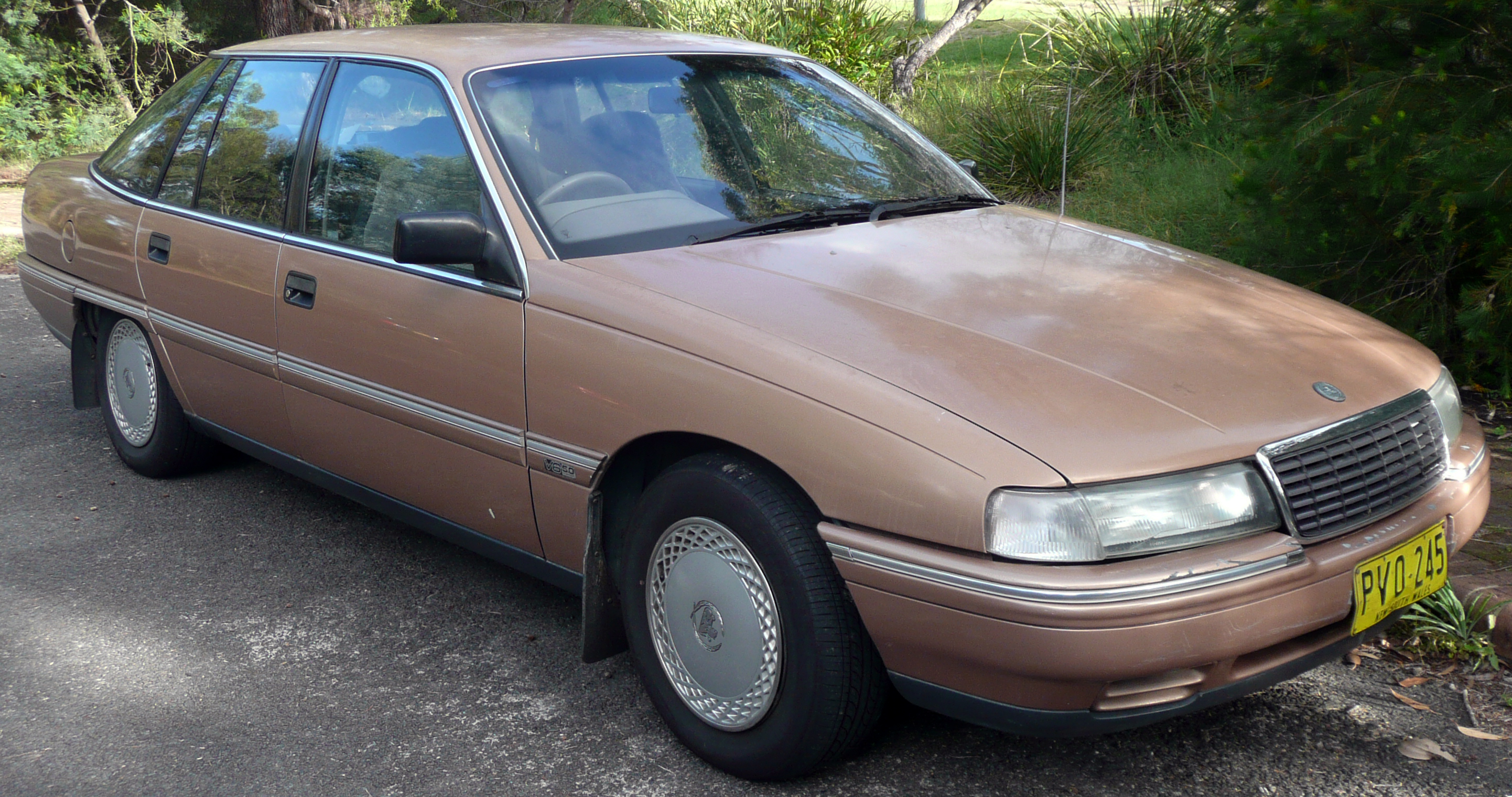
Holden Statesman 2

## Statesman / Caprice (WH/WK/WL, 1999–2006)

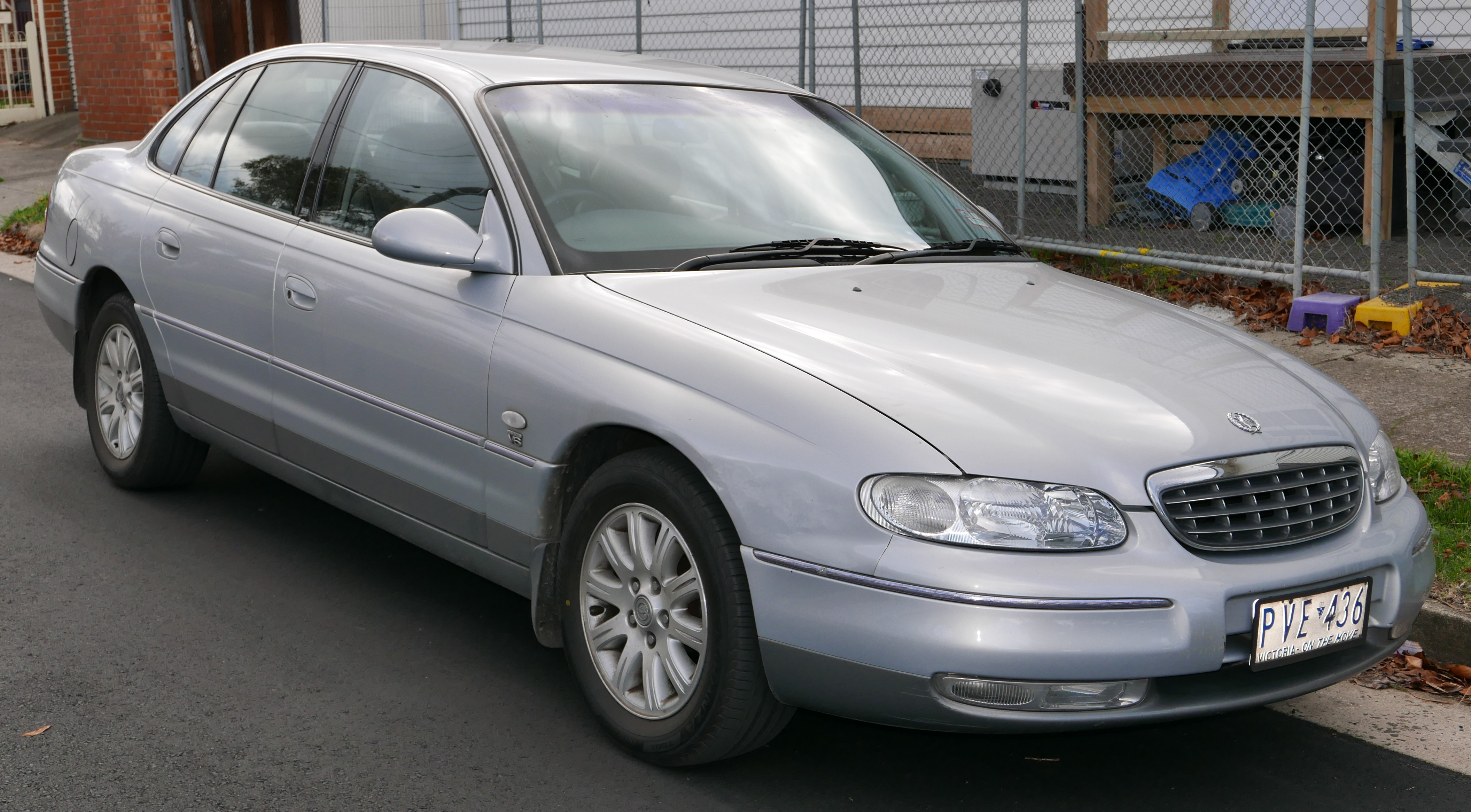
Holden Statesman 3

## Statesman / Caprice (WM, з 2006)

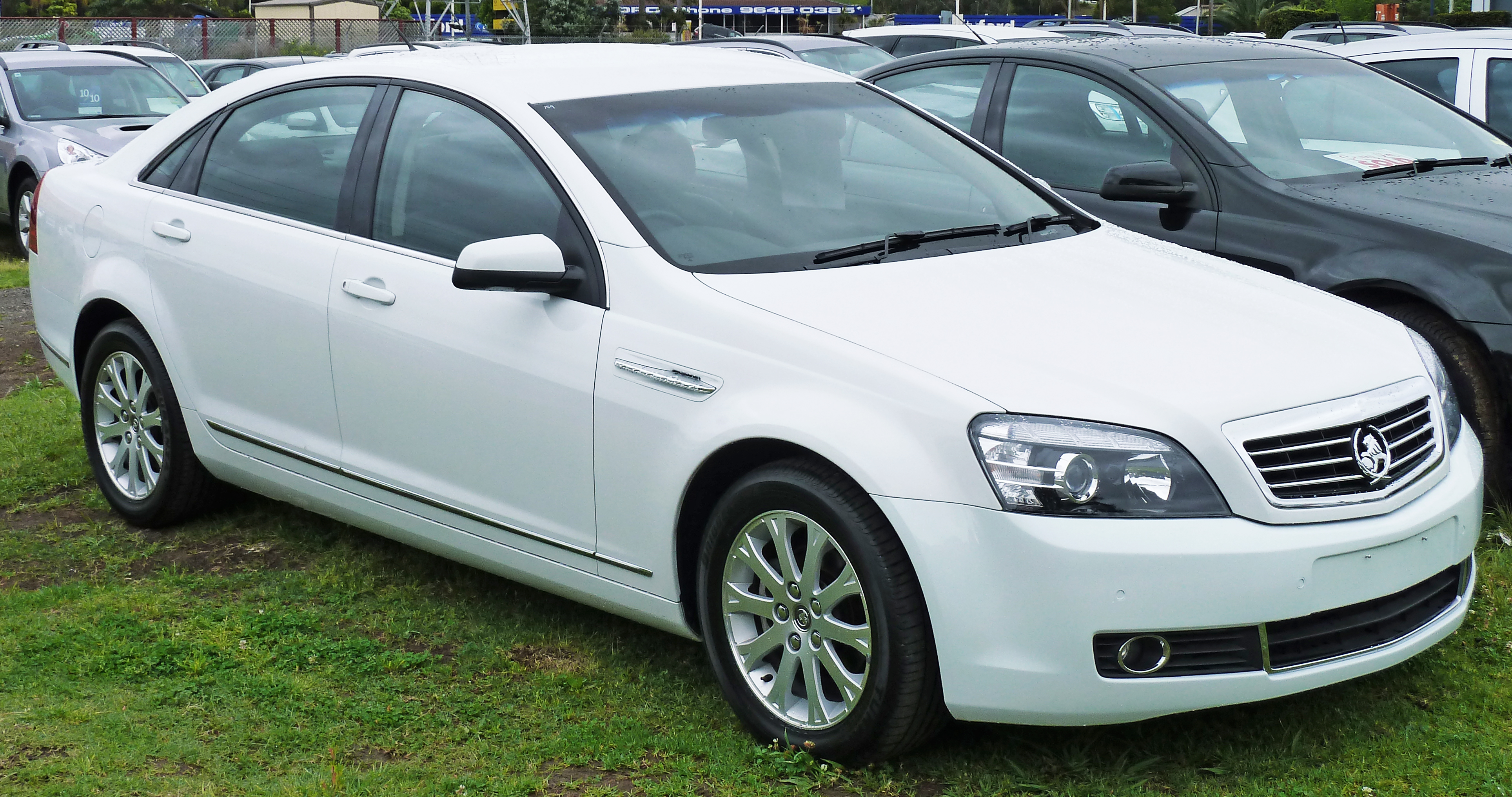
Holden Statesman 4

- 2.8 L LP1 V6 (тільки Buick)
- 3.0 L LF1 V6 (тільки Buick)
- 3.6 L LY7 V6
- 3.6 L LLT V6
- 3.6 L LFX V6
- 6.0 L L98 V8
- 6.0 L L77 V8
- 6.0 L LS2 V8 (тільки HSV)
- 6.2 L LS3 V8